# سئو-میئون (گیونگجو)
سئو-میئون (گیونگجو) (به لاتین: Seo-myeon) یک منطقهٔ مسکونی در کره جنوبی است که در گیونگجو واقع شده‌است.